# Ispettore Brannigan, la morte segue la tua ombra
Ispettore Brannigan, la morte segue la tua ombra (Brannigan) è un film del 1975 diretto da Douglas Hickox.
Pellicola d'azione che ha per protagonista John Wayne.

## Trama
Il grintoso ispettore Brannigan della polizia di Chicago indaga su loschi affari di droga, sino a che viene mandato a Londra affinché prenda in consegna Ben Larkin, un pericoloso gangster nordamericano in trasferta nella capitale inglese. Qui si scontra con una mentalità diversa da quella a cui è abituato, nella persona del comandante della polizia locale, il baronetto Sir Charles Swann, appartenente alla classe alta britannica; nonostante tutto, Swann dimostrerà poi di non avere paura di sporcarsi le mani.
Prima che Larkin possa essere consegnato a Brannigan, un piccolo gruppo di uomini lo rapisce e chiede un riscatto, mandando un dito come prova che non scherzano; Mel Fields, l'avvocato di Larkin, chiede e ottiene di poter pagare il riscatto. Intanto viene aperto un contratto su Brannigan, che subisce vari tentativi di assassinio da parte del killer Gorman.
Brannigan intuisce che la faccenda puzza, e spalleggiato da Swann e dall'ispettore Michael Traven, e con l'aiuto diretto del sergente Jennifer Thatcher, arriva in fondo all'indagine. Fields va a consegnare il riscatto, ma invece elimina i rapitori personalmente, e libera Larkin; il gangster ha organizzato tutto per liberarsi di Brannigan, a costo di sacrificare un dito; ma Brannigan ha seguito Fields e origliato la conversazione, ed arresta entrambi.
Poco dopo, Gorman tenta un'ultima volta di far fuori Brannigan e quasi riesce a uccidere Thatcher, prima d'essere ucciso da Brannigan stesso.